# Burning Force
Burning Force (バーニングフォース) est un jeu vidéo de type rail shooter développé et commercialisé par Namco en 1989 sur borne d'arcade. Le jeu a été adapté sur Mega Drive en 1990.